# Reacție de hidratare
În chimie, o reacție de hidratare este un tip de reacție chimică în urma căreia o substanță chimică adiționează apă. În chimia organică, apa se adiționează unui substrat nesaturat, de obicei o alchenă sau o alchină. Aceste reacții sunt folosite la nivel industrial pentru producerea de etanol, izopropanol și 2-butanol.

## Hidratare organică

### Alchene
În cazul reacției de hidratare a alchenelor, ecuația chimică generală a reacției este următoarea:
R-RCH=CH2 + H2O → R-RCH(-OH)-CH3
O grupă hidroxil (OH−) se leagă de un atom de carbon al dublei legături și un proton (H+) se leagă de celălalt atom de carbon al dublei legături. Reacția este puternic exotermă. În prima etapă, alchena acționează ca un nucleofil și atacă protonul, conform regulii lui Markovnikov. În a doua etapă, o moleculă de H2O se leagă de celălalt carbon, mai substituit. Atomul de oxigen la acest punct are trei legături și poartă o sarcină pozitivă (adică molecula conține un ion oxoniu). O molecula de apă preia celălalt proton. Această reacție tinde să evolueze cu obținerea mai multor produși secundari nedoriți (de exemplu eter dietilic în procesul de obținere al etanolului) și în forma sa simplă descrisă aici nu este considerată foarte utilă pentru sinteza alcoolilor.
Pentru rezolvarea acestor dezavantaje sunt utilizate două abordări. În mod tradițional, alchena este tratată cu acid sulfuric pentru a se obține esteri sulfați. În cazul obținerii de etanol, această etapă poate este schematizată astfel:
H2SO4 + C2H4 → C2H5-O-SO3H
Ulterior, acest ester sulfat este hidrolizat pentru regenerarea acidului sulfuric și eliberarea etanolului:
C2H5-O-SO3H + H2O → H2SO4 + C2H5OH
Aceasta în două etape se numește "proces indirect".
În "procesul direct", acidul protonează alchena, iar apa reacționează cu un carbocation incipient pentru a forma alcoolul. Procesul direct este mai utilizat, deoarece este mai simplu de aplicat. Catalizatorii acizi includ acidul fosforic și câțiva acizi solizi. În continuare este prezentat un exemplu de mecanism de reacție, anume al hidratării 1-metilciclohexenei la 1-metilciclohexanol:
Sunt disponibile numeroase căi alternative pentru obținerea alcoolului, incluzând reacția de oxidare prin hidroborare, reacția de oxi-mercurare, hidratarea Mukaiyama, reducerea cetonelor și a aldehidelor și metodele de fermentație biologică.

### Alchine
Acetilena suferă hidratare cu obținerea acetaldehidei: procesul se bazează în mod obișnuit pe catalizatori de mercur. Centrul Hg2+ se leagă de legătura triplă C≡C, care este apoi atașată de apă. Ecuația reacției este:
H2O + C2H2 → CH3CHO

### Alte substrate
Orice compus organic nesaturat este susceptibil la reacții de hidratare. Nitrilii suferă reacții de hidratare cu obținerea de amide:
H2O + RCN → RC(O)NH2
Această reacție este utilizată în sinteza industrială de acrilamidă.
Aldehidele și, într-o anumită măsură. chiar și cetonele, se hidratează dând dioli geminali. Reacția este importantă în special pentru formaldehidă, care în prezența apei există în mod semnificativ sub formă de dihidroximetan.
Conceptual, reacții similare sunt reacțiile de hidroaminare și hidroalcoxilare, care implică adăugarea de amine și alcooli la alchene.

## Hidratare anorganică
În chimia anorganică, reacțiile de hidratare se pot pune în evidență prin tratarea cu apă a formelor anhidre ale unor săruri. De exemplu, sulfatul cupric este alb în forma anhidră, dar prin hidratare devine albastru.

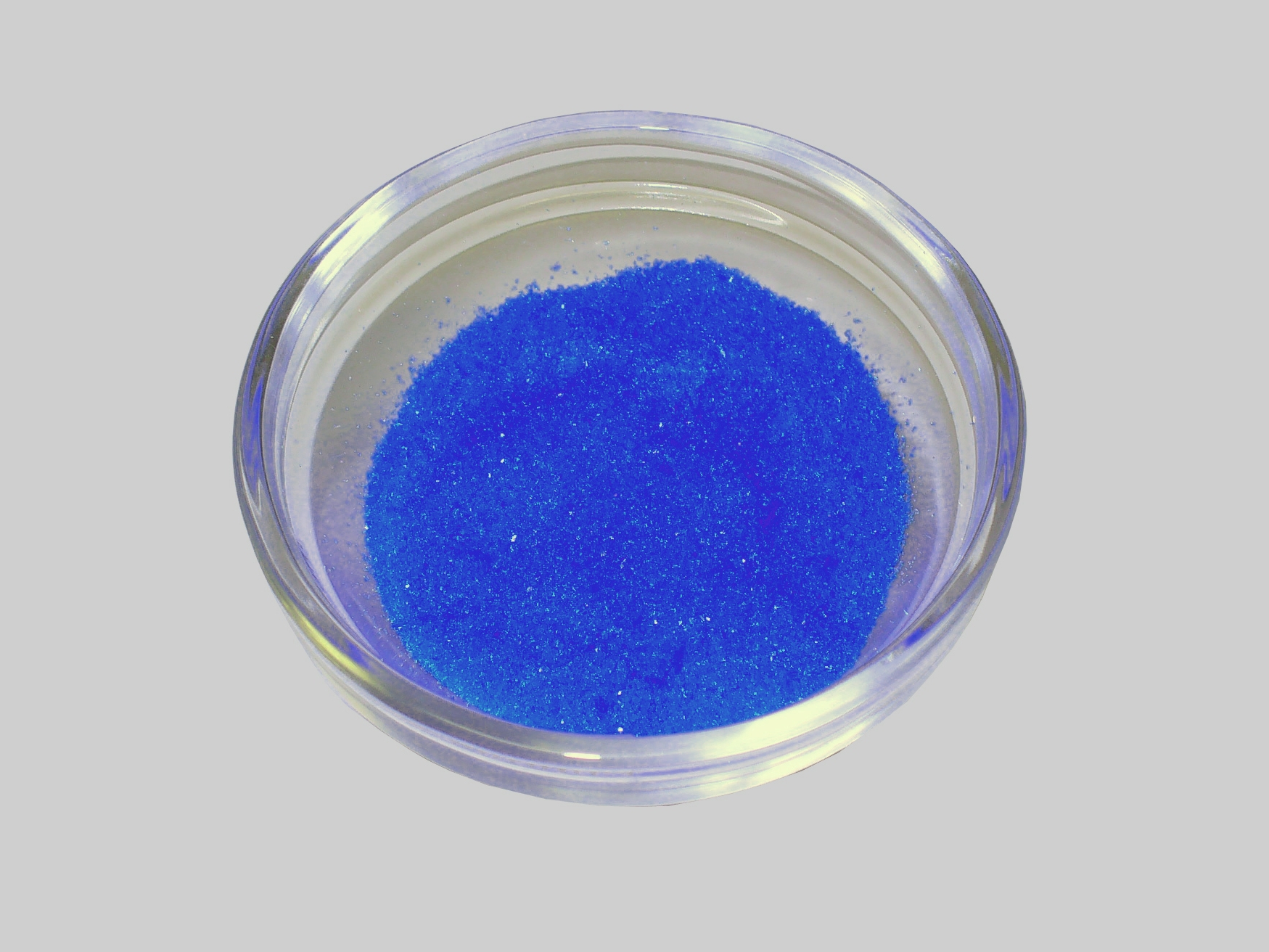
Sulfat de cupru pentahidratat
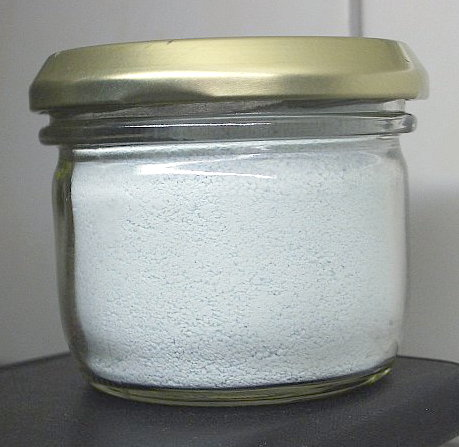
Sulfat de cupru anhidru